# Makói emléktáblák listája
Ez a szócikk a Makón található emléktáblákat sorolja fel.

## A lista
| Kép | Név, esemény                                                               | Helyszín                         |
| --- | -------------------------------------------------------------------------- | -------------------------------- |
|     | Az 1956-os forradalom történései                                           | József Attila Gimnázium          |
|     | Az 1956-os forradalom budapesti harcaiban részt vevő makóiak               | Takarékpénztár                   |
|     | Az 1970-es árvíz óriás buzgársorának megállítása                           | Landori erdő                     |
|     | Makói olimpikonok                                                          | Erdei János Sportcsarnok aulája  |
|     | Az első világháború hősi halottjai                                         | Szent István-plébániatemplom     |
|     | A Kétegyháza–Újszeged-vasútvonal centenáriuma                              | Vasútállomás                     |
|     | Bódy Antal prépost, plébános                                               | Szent Anna-kápolna               |
|     | A Császári és Királyi 4. Huszárezred hősi halottjai                        | Református ótemplom              |
|     | A Császári és Királyi 46-os Gyalogezred hősi halottjai                     | Hősi emlékmű                     |
|     | Csepregi Imre, pápai kamarás és prelátus                                   | Hosszú utca 25.                  |
|     | Debreczeni Bárány Ágoston, történetíró, alispán                            | Szent Anna-kápolna               |
|     | Dégi István, színész                                                       | Bajza utca 63.                   |
|     | Dessewffy Sándor, püspök                                                   | József Attila Gimnázium          |
|     | Dévényi Endre, az első hivatásos tűzoltóparancsnok                         | Vorhand Rabbi tér 1.             |
|     | Dobsa Lajos, forradalmár, drámaíró                                         | Széchenyi tér 17.                |
|     | Ecsődi Ákos, festőművész                                                   | József Attila Gimnázium          |
|     | Eckhardt Tibor, diplomata                                                  | Teleki László utca 7.            |
|     | Erdei Antal, a vízműtársulat elnöke                                        | Lonovics sugárút 24.             |
|     | Erdei Ferenc, politikus, író                                               | Erdei Ferenc tér 9.              |
|     | Erdei Ferenc, politikus, író                                               | Erdei Ferenc tér 6.              |
|     | Erdei Ferenc, politikus, író                                               | Hagymaház                        |
|     | Erdei Ferenc, politikus, író                                               | József Attila Gimnázium          |
|     | Erdei Sándor, író, kritikus, lapszerkesztő                                 | Erdei Ferenc tér 9.              |
|     | Erdélyi Vazul, görögkatolikus püspök                                       | Erdélyi püspök u. 9.             |
|     | Fátyol Mihály, zenész                                                      | Korona Szálló                    |
|     | Fazekas Lajos, rendőrkapitány                                              | Teleki László utca 4.            |
|     | A FISZ fegyveres nemzetőrsége                                              | Takarékpénztár                   |
|     | Az épület, amelyet először láttak el földgázzal a városban                 | Ráday ltp. D-5                   |
|     | Galamb József, konstruktőr                                                 | Deák Ferenc utca 61.             |
|     | Galamb Ödön, tanár                                                         | Kossuth utca 49.                 |
|     | Giba Antal, földmérő, a városháza tervezője                                | Mikes Kelemen utca 39.           |
|     | Gilitze István, parasztköltő                                               | Kálvária utca 39.                |
|     | Hajnal Antal, mérnök                                                       | Kálvin tér 6.                    |
|     | A Hódmezővásárhely-Makó-Nagyszentmiklós HÉV megnyitásának 100. évfordulója | Makó-Újváros vasútállomás        |
|     | A honfoglalás 1100. évfordulója                                            | Szent István-plébániatemplom     |
|     | Horváth Mihály, vallás- és közoktatásügyi miniszter, püspök                | Püspöki rezidencia és kápolna    |
|     | A középkori Igás falu (jelenleg Makó külterülete) emlékére                 | Igási emlékoszlop                |
|     | József Attila, költő                                                       | Liget utca 3./A.                 |
|     | József Attila, költő                                                       | Návay Lajos tér 12.              |
|     | József Attila, költő                                                       | József Attila Gimnázium          |
|     | József Attila, költő                                                       | József Attila Gimnázium          |
|     | Juhász Gyula, költő                                                        | József Attila utca 13.           |
|     | Juhász Gyula, költő                                                        | József Attila Gimnázium          |
|     | Kálvin János, teológus                                                     | Református ótemplom              |
|     | Kecskeméti Ármin, főrabbi                                                  | Kecskeméti Ármin utca 1.         |
|     | Kelemen László, színigazgató                                               | Vörösmarty u. 8.                 |
|     | Klebelsberg Kuno, oktatási miniszter                                       | Szent István tér 6.              |
|     | A kommunisták makói csoportjának megalakulása                              | Püspöki rezidencia és kápolna    |
|     | Könyves-Kolonics József, politikus                                         | József Attila utca 2.            |
|     | Kossuth Lajos, kormányzó                                                   | Széchenyi tér 17.                |
|     | Kossuth Lajos, kormányzó                                                   | Hajnal utca 13.                  |
|     | Kőszeghy László, püspök, földesúr                                          | Püspöki rezidencia és kápolna    |
|     | Kristóffy János, székeskáptalan, kanonok                                   | Szent Anna-kápolna               |
|     | Kristóffy József, politikus                                                | Teleki László utca 7.            |
|     | Lonovics József, püspök                                                    | Püspöki rezidencia és kápolna    |
|     | Makai Emil, költő, újságíró                                                | Csanád vezér tér 13.             |
|     | Mályusz Elemér, történész                                                  | Városi bíróság                   |
|     | A Márciusi Front képviselőinek tanácskozása                                | Korona Szálló                    |
|     | Marczibányi István, mecénás                                                | Városháza                        |
|     | Mindszenty József, hercegprímás                                            | Szent István tér 6.              |
|     | Móra Ferenc, író                                                           | Úri utca 14.                     |
|     | A munkásotthon                                                             | Úri utca 4.                      |
|     | A Nagyér kanális lefedése                                                  | Nagyér sétány                    |
|     | A Nagy Oskola fennállásának 150. évfordulója                               | Bagolyvár                        |
|     | A Nemzeti Parasztpárt megalakulásának 50. évfordulója                      | Báló liget                       |
|     | Páger Antal, színész                                                       | Páger Antal utca 9.              |
|     | Pulitzer József, újságíró                                                  | Úri utca 4.                      |
|     | Pulitzer József, újságíró                                                  | Posta utca 4–6.                  |
|     | A református ótemplom orgonáját anyagilag támogató hívek névsora           | Református ótemplom              |
|     | Róka József, püspöki helynök                                               | Püspöki rezidencia és kápolna    |
|     | Az iskolanővérek által fenntartott római katolikus népiskola               | Újvárosi római katolikus templom |
|     | Szent István, magyar király                                                | Szent István-plébániatemplom     |
|     | Szikszai György és Szirbik Miklós prédikátorok, lelkészek                  | Református ótemplom              |
|     | A szociális otthon fennállásának 100. évfordulója                          | Batthyány u. 23                  |
|     | A szociális otthon felépítése                                              | Batthyány u. 23                  |
|     | Szőllősi Antal, lelkipásztor                                               | Református ótemplom              |
|     | Szundy Jenő, kertészeti szakíró                                            | Ráday u. 19.                     |
|     | Tettamanti Béla, tanár                                                     | Liget utca 3./C.                 |
|     | Tömörkény István, író                                                      | Korona Szálló                    |
|     | Tömörkény István, író                                                      | Bagolyvár                        |
|     | Tóth Aladár, főorvos                                                       | Deák Ferenc u. 36.               |
|     | Az újjátelepülés 300. évfordulója                                          | Városháza                        |

## Utcaindex
| Állomás tér (15.) a Kétegyháza–Újszeged-vasútvonal centenáriuma Bajza utca (63.) Dégi István Báló liget (-) a Nemzeti Parasztpárt megalakulásának 50. évfordulója Batthyány utca (23.) a szociális otthon felépítése; a szociális otthon fennállásának 100. évfordulója Csanád vezér tér (6.) az 1956-os forradalom történései; Dessewffy Sándor; Ecsődi Ákos; Erdei Ferenc; József Attila (2); Juhász Gyula (6–10.) makói olimpikonok (12–14.) Horváth Mihály; a kommunisták makói csoportjának megalakulása; Kőszeghy László; Lonovics József; Róka József (13.) Makai Emil Deák Ferenc utca (36.) Tóth Aladár (61.) Galamb József Erdei Ferenc tér (6.) Erdei Ferenc (9.) Erdei Ferenc; Erdei Sándor Erdélyi püspök utca (9.) Erdélyi Vazul Hajnal utca (13.) Kossuth Lajos Hosszú utca (25.) Csepregi Imre József Attila utca (2.) Könyves Kolonics József (13.) Juhász Gyula Kálvária utca (?) Bódy Antal; Debreczeni Bárány Ágoston; Kristóffy János (39.) Gilitze István Kálvin tér (3.) a Császári és Királyi 4. Huszárezred hősi halottjai; Kálvin János; a református ótemplom orgonáját anyagilag támogató hívek névsora; Szikszai György és Szirbik Miklós; Szőllősi Antal (6.) Hajnal Antal (7.) a Nagy Oskola fennállásának 150. évfordulója; Tömörkény István Kecskeméti Ármin utca (1.) Kecskeméti Ármin Kossuth utca (49.) Galamb Ödön Landori erdő (-) az 1970-es árvíz óriás buzgársorának megállítása Liget utca (3/a) József Attila (3/c) Tettamanti Béla | Lonovics sugárút (24.) Erdei Antal Makó–Újváros vasútállomás (-) a Hódmezővásárhely-Makó-Nagyszentmiklós HÉV megnyitásának 100. évfordulója Megyeház utca (2.) Mályusz Elemér Mikes Kelemen utca (39.) Giba Antal Nagyér sétány (-) a Nagyér kanális lefedése Návay Lajos tér (12.) József Attila Páger Antal utca (9.) Páger Antal Posta utca (2.) Erdei Ferenc (4-6.) Pulitzer József Ráday ltp. (D–5) az épület, amelyet először láttak el földgázzal a városban Ráday utca (19.) Szundy Jenő Széchenyi tér (-) a Császári és Királyi 46-os Gyalogezred hősi halottjai (10.) Fátyol Mihály; a Márciusi Front képviselőinek tanácskozása; Tömörkény István (17.) Dobsa Lajos; Kossuth Lajos (22.) Marczibányi István; az újjátelepülés 300. évfordulója (25.) az 1956-os forradalom budapesti harcaiban részt vevő makóiak; a FISZ fegyveres nemzetőrsége Szent István tér (6.) Klebelsberg Kuno; Mindszenty József (22/a) az első világháború hősi halottjai; a honfoglalás 1100. évfordulója; Szent István Teleki László utca (4.) Fazekas Lajos (7.) Eckhardt Tibor; Kristóffy József Úri utca (4.) a munkásotthon; Pulitzer József (14.) Móra Ferenc Vásárhelyi utca (57.) az iskolanővérek által fenntartott római katolikus népiskola Vorhand Rabbi tér (1.) Dévényi Endre Vörösmarty utca (8.) Kelemen László |